# تماست (تلات نيعقوب)
تماست هي إحدى مشيخات المملكة المغربية، تتبع جغرافيا لإقليم الحوز وإداريًا لتلات نيعقوب. يقدر عدد سكانها بـ 4709 نسمة حسب الإحصاء الرسمي للسكان والسكنى لسنة 2004.